# Homicidios en El Salvador
Entre 1979 a 1992, El Salvador vivió una Guerra Civil, uno de los episodios más crueles y oscuros en la historia el país centroamericano. Este conflicto bélico provocó una emigración masiva de salvadoreños, principalmente hacia los Estados Unidos, en donde durante ese periodo aproximadamente 92 000 salvadoreños habían inmigrado, la mayoría de la cual se asentaría en barrios peligrosos de Los Ángeles, donde nacerían las dos principales pandillas de Centroamérica, la Mara Salvatrucha y la Mara 18.
Las pandillas empezaron atacar a civiles cuando comenzaron a cobrar extorsiones, ya que si la persona que se le cobra lo que ellos denominan "renta" se niega a pagarla, esta es asesinada; en casos extremos amenazan o matan un pariente o la familia entera de la víctima. Otros blancos son los miembros de seguridad pública, periodistas, activistas, vigilantes privados, y personas que se rehúsan a formar parte de sus pandillas, corriendo riesgo amigos y familiares de este grupo de personas, ha habido casos de personas inocentes asesinadas solamente por no residir en el sector donde son interceptados, o vivir en una comunidad controlada por la pandilla contraria.
El Salvador ha experimentado dos períodos críticos en sus tasas de homicidios dentro del contexto de su historia contemporánea. El primer pico significativo se registró en 1995, período posconflicto armado, cuando el país centroamericano alcanzó una tasa de 141,72 homicidios por cada 100.000 habitantes. Esta cifra representó un total absoluto de 7.977 homicidios documentados durante ese año, posicionando a El Salvador como uno de los países con mayor violencia letal en el mundo durante dicho período.
| Homicidios en El Salvador 1994-1999                                   |
|                                                                       |
| Año más violento en la historia de El Salvador desde la Guerra Civil. |

El segundo momento crítico en la historia de violencia homicida salvadoreña se registró en 2015, cuando el país centroamericano alcanzó una tasa de 105 homicidios por cada 100.000 habitantes, documentando un total de 6.656 homicidios en ese año calendario. Este alarmante repunte situó a El Salvador como la nación con la mayor tasa de homicidios a nivel mundial para ese período, superando a otros países tradicionalmente afectados por altos índices de violencia como Honduras y Venezuela.
Actualmente la población tiene una mayor percepción de seguridad en el país. En los últimos años, la tasa de homicidios de El Salvador se ha desplomado drásticamente en medio de Guerra contra las pandillas en El Salvador, impulsada por el Gobierno de Nayib Bukele, siendo el 2024, el año menos violento en la historia del país centroamericano desde la firma de los Acuerdos de Paz de Chapultepec.
En el año 2024, El Salvador registró una tasa de homicidios de 1.9 por cada 100,000 habitantes, con un total de 114 casos reportados, un 26% menos que los 154 homicidios reportados en 2023. Esta cifra se presentó durante el segundo año consecutivo de la implementación del Régimen de Excepción, parte del Plan Control Territorial, evidenciando una continuidad en la tendencia decreciente de los índices de violencia. De acuerdo con datos oficiales divulgados por la Fiscalía General de la República, estos resultados posicionaron al país como uno de los que registra menores índices de homicidios en la región occidental.
| Homicidios en El Salvador 2000-2024                                     |
|                                                                         |
| Año menos violento en la historia de El Salvador desde la Guerra Civil. |